# Onthophagus hageni
Onthophagus hageni är en skalbaggsart som beskrevs av Lansberge 1883. Onthophagus hageni ingår i släktet Onthophagus och familjen bladhorningar. Inga underarter finns listade i Catalogue of Life.